# Euploea lykeia
Euploea lykeia är en fjärilsart som beskrevs av Hans Fruhstorfer 1910. Euploea lykeia ingår i släktet Euploea och familjen praktfjärilar. Inga underarter finns listade i Catalogue of Life.